# Inverzni element

## Formalna definicija
Neka je S skup s nekom binarnom operacijom *. 
Pretpostavimo u (S,*), skupu S s binarnom operacijom *, vrijedi sljedeće:
- postoji neutralni element e
- za neke elemente a i b iz S vrijedi a*b=e

Tada se a zove lijevi inverz od b, a b se zove desni inverz od a. 
Ako je neki element x i lijevi i desni inverz od y, onda se x zove obostrani inverz, ili jednostavnije inverz od y. Za element koji ima obostrani inverz u S kažemo da je invertibilan u S.